# Eschbach, Breisgau
Eschbach, Breisgau är en kommun i Landkreis Breisgau-Hochschwarzwald i regionen Südlicher Oberrhein i Regierungsbezirk Freiburg i förbundslandet Baden-Württemberg i Tyskland.
Kommunen ingår i kommunalförbundet Heitersheim tillsammans med staden Heitersheim och kommunen Ballrechten-Dottingen.